# Monument à John Cockerill (Bruxelles)
Pour les articles homonymes, voir Monument à John Cockerill.
Le Monument à John Cockerill est un groupe monumental de style éclectique érigé sur la place du Luxembourg, face à la gare de Bruxelles-Luxembourg, à la mémoire de l'industriel belgo-britannique John Cockerill, pionnier de la sidérurgie et du chemin de fer en Belgique au XIXe siècle.
Le monument rend hommage non seulement à Cockerill mais également aux ouvriers du secteur de la sidérurgie, représentés par quatre statues en bronze installées autour de l'industriel,.

## Localisation
La statue se dresse au milieu de la place du Luxembourg à Ixelles, une commune de Bruxelles, tournant le dos au bâtiment de l'ancienne gare de Bruxelles-Luxembourg, édifiée en style éclectique en 1854-1855 par l'architecte Gustave Saintenoy, et aux immeubles de style postmoderne de l'Espace Léopold, siège du Parlement européen à Bruxelles.

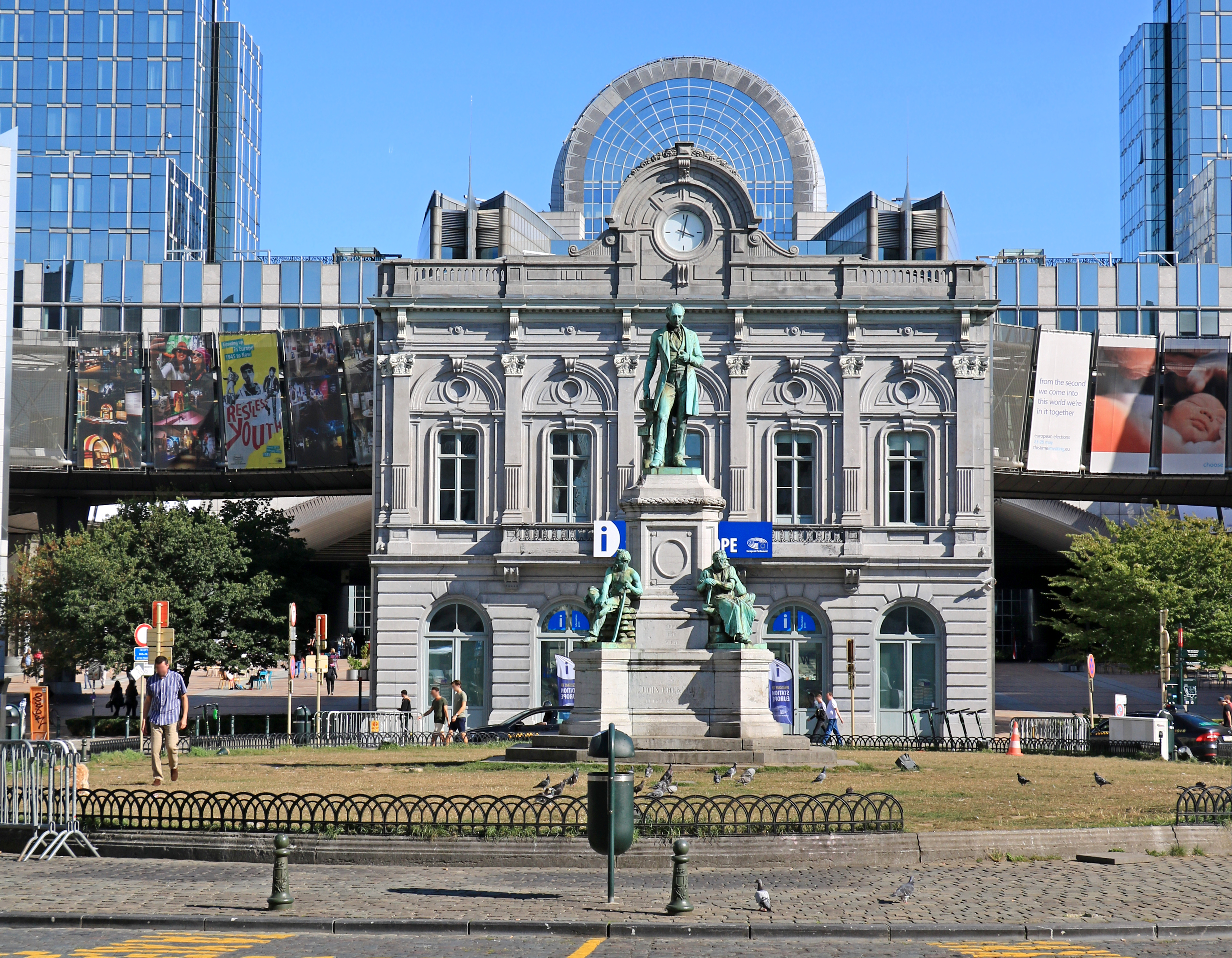
Le monument au centre de la place du Luxembourg.

## Historique
Inauguré en 1872, le monument est une réplique, quelque peu différente, du monument qui fut érigé en 1871 par le sculpteur Armand Cattier (1830-1892) à Seraing, où se trouvait le cœur de l'empire industriel de Cockerill,,. La réalisation du monument, autorisée par le sculpteur, a été financée par Willem Rau, un collaborateur de Cockerill,. L'édification de ce monument devant la gare de Bruxelles-Luxembourg s'explique probablement par le fait qu'elle fut l'une des premières gares de Bruxelles et que les ateliers de Cockerill ont fourni les premiers rails, wagons et locomotives de Belgique.
Le 1er février 2024, le monument est vandalisé lors d'une manifestation d'agriculteurs devant le Parlement européen : la statue du mécanicien Beaufort est déboulonnée du piédestal et laissée au sol, au milieu de palettes de bois en feu,,.  L'échevin du Patrimoine de la commune d'Ixelles, Yves Rouyet, se dit offusqué par cet acte : « D'un point de vue patrimonial, c'est irréparable. D'un point de vue symbolique, c'est à pleurer »,. Le secrétaire d'État bruxellois à l'urbanisme et au patrimoine condamne également cet acte : « Le vandalisme à bon marché a toujours un effet contre-productif. C'est dommage pour toutes les personnes qui sont venues dans notre ville aujourd'hui avec de bonnes intentions ».

## Description
Le monument est constitué d'une statue sommitale en bronze de John Cockerill sur un piédestal en pierre bleue de section rectangulaire. L'industriel y apparaît appuyé sur une enclume.
Le piédestal, sommé d'une guirlande de laurier, est orné sur chacune de ses faces de médaillons qui contenaient jadis les effigies en bronze de quatre des principaux collaborateurs de Cockerill : Rau, Pastor, Poncelet, Memminger, Alexander, Wéry et Brialmont, comme on peut le constater sur les cartes postales anciennes. Reste leur nom gravé.
Les angles du piédestal sont cantonnés par quatre ouvriers : le forgeron Lognoul, le mécanicien Beaufort, le puddleur Lejeune et le houilleur Jacquemin,. Mais ici, contrairement à Seraing, les ouvriers sont représentés assis et leurs statues, réalisées par la Compagnie des Bronzes de Bruxelles, sont en bronze et non en fonte.
Sur la face avant du piédestal figure l'inscription « À John Cockerill, le père des ouvriers ». Sur les côtés de la base du piédestal, on peut lire « Intelligence » à droite et « Travail » à gauche, et le double millésime « 1790-1840 », dates de la naissance et de la mort de  Cockerill, sur la face arrière,.

Monument à John Cockerill
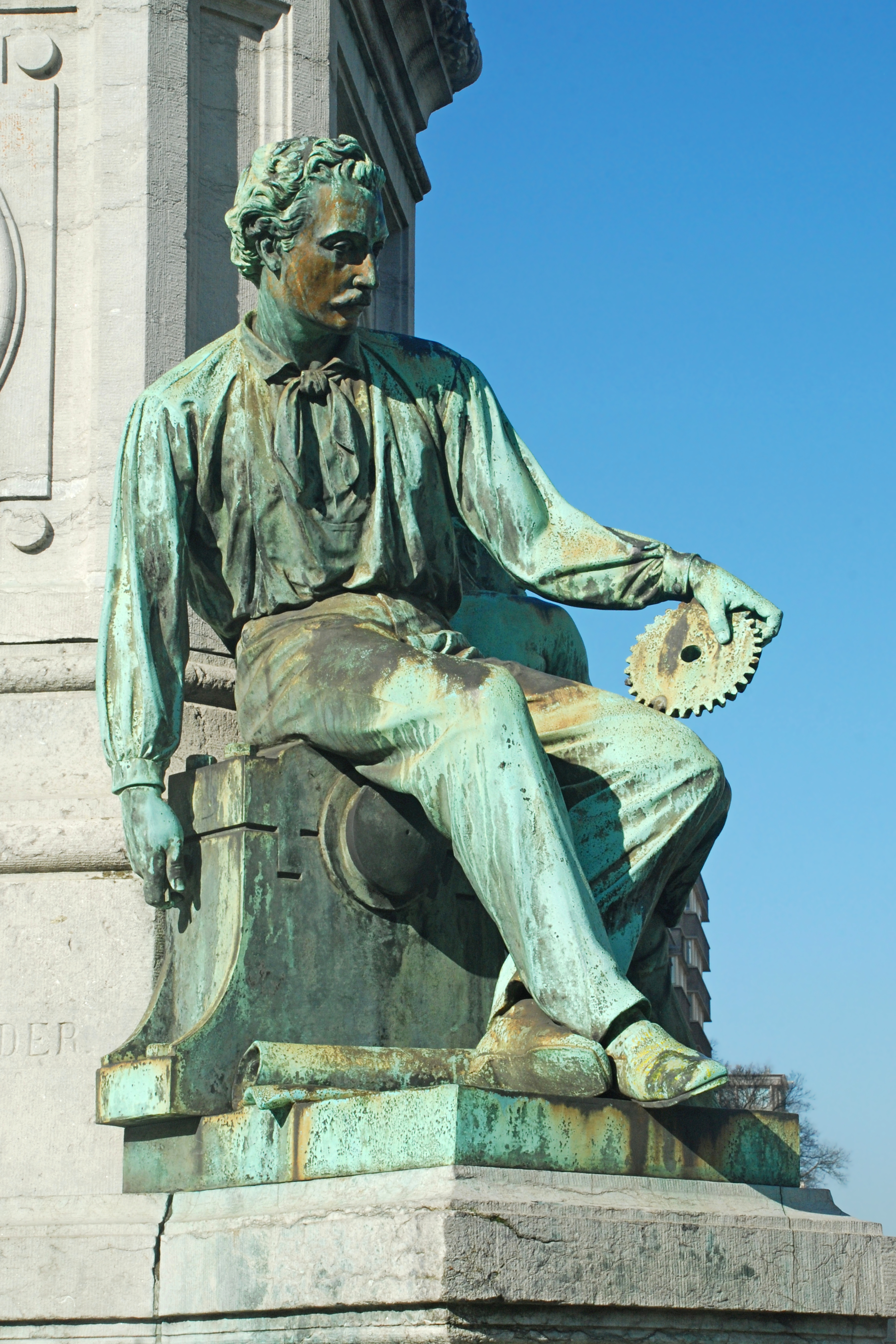
Le mécanicien Beaufort.
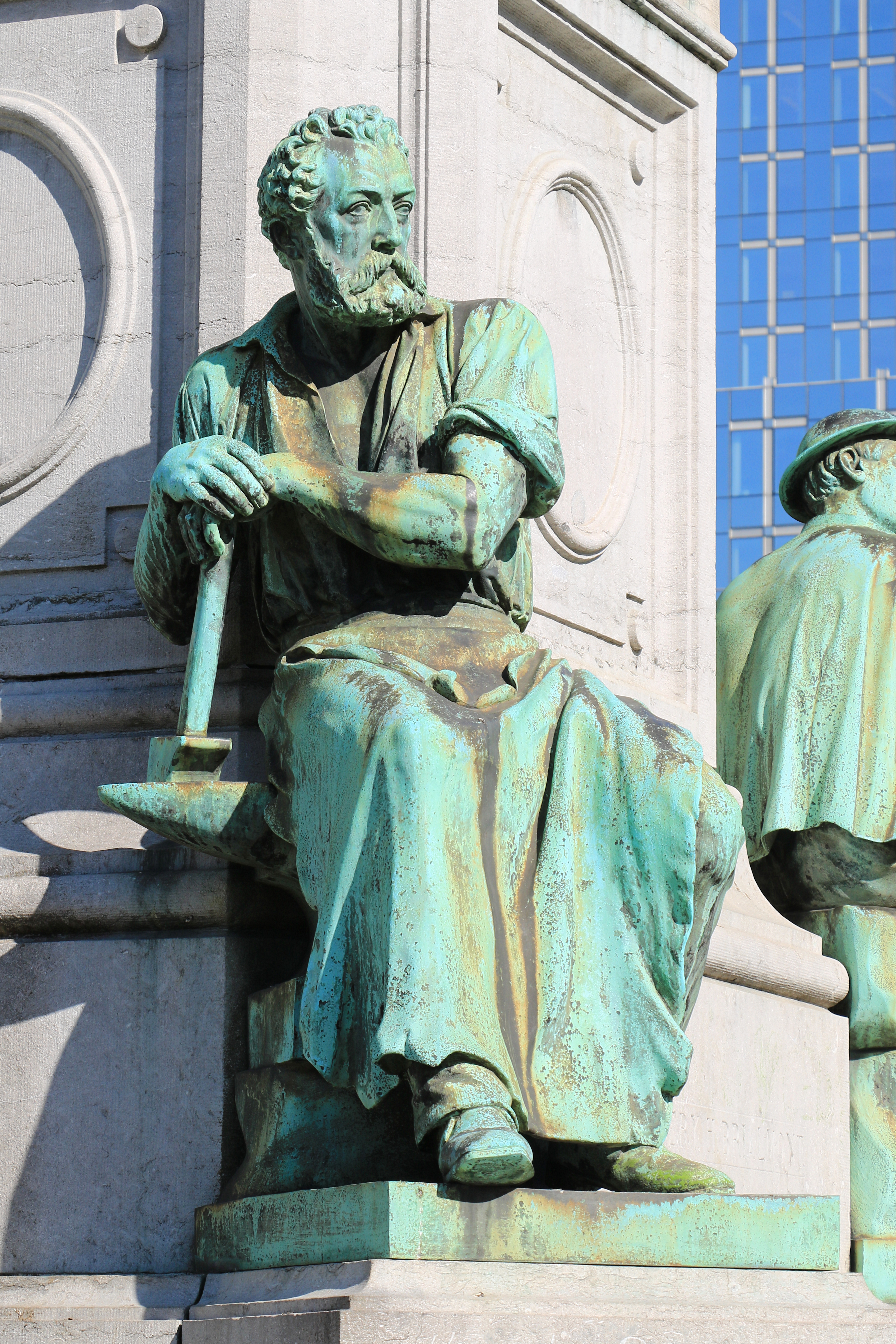
Le forgeron Lognoul.
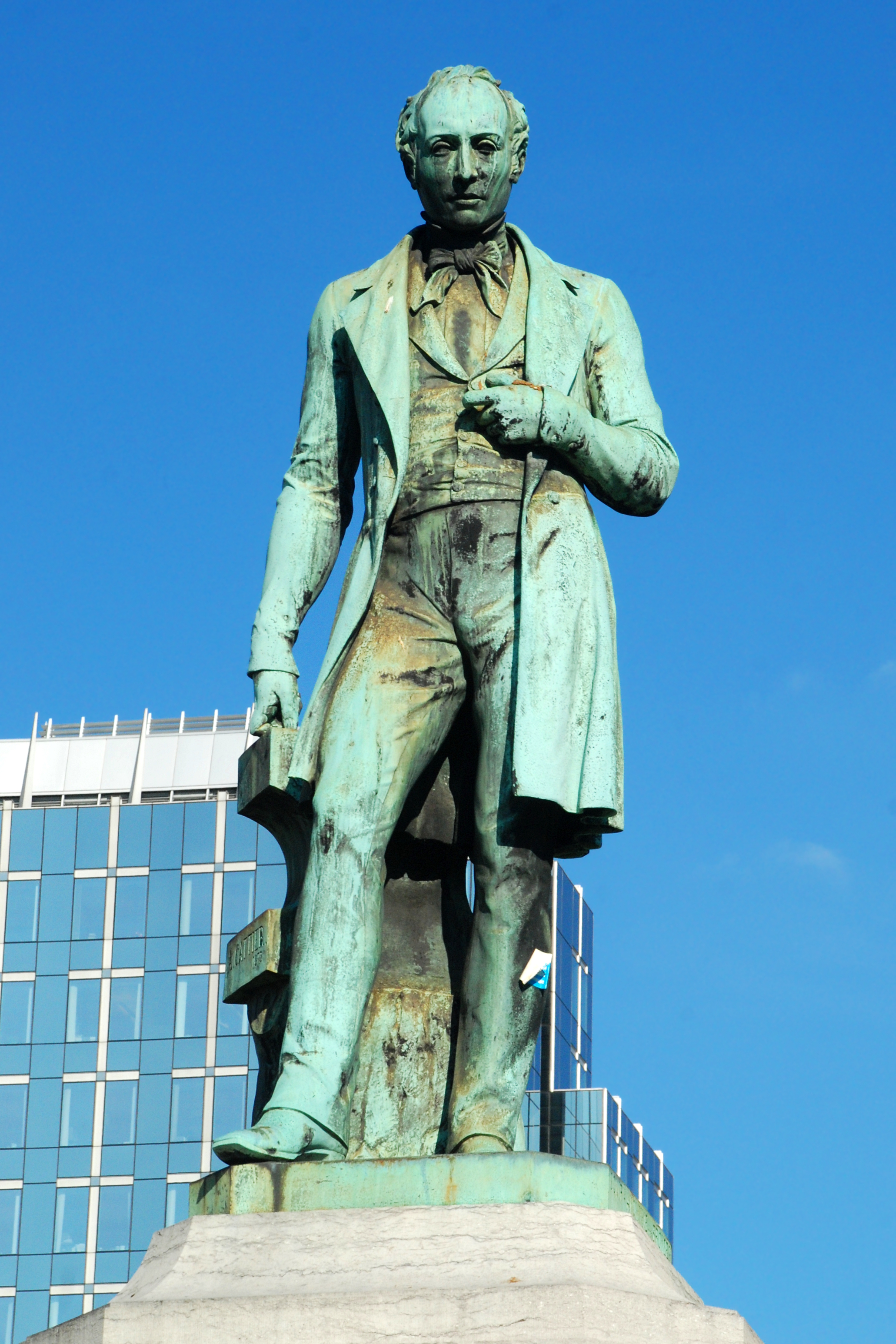
John Cockerill.
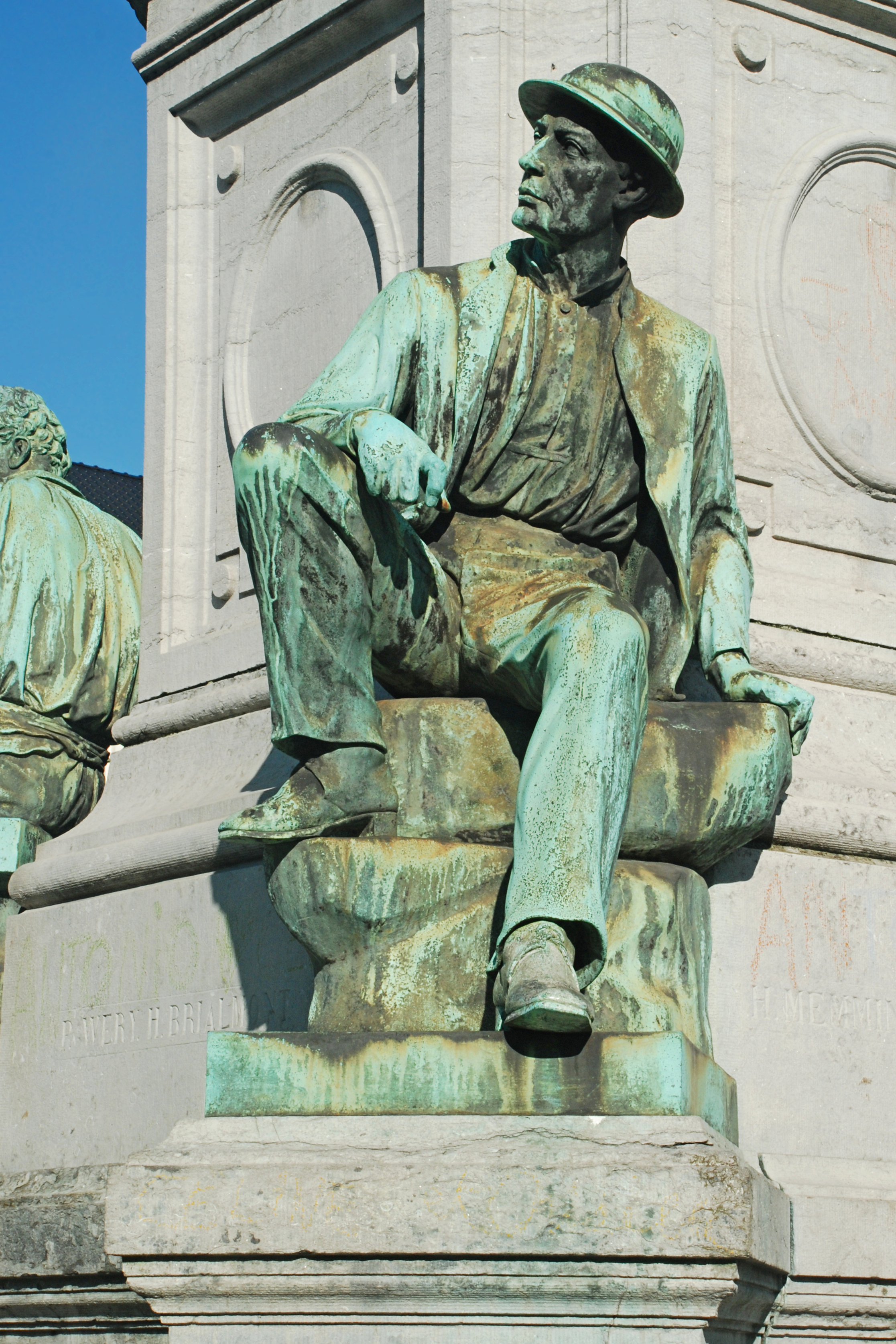
Le houilleur Jacquemin.
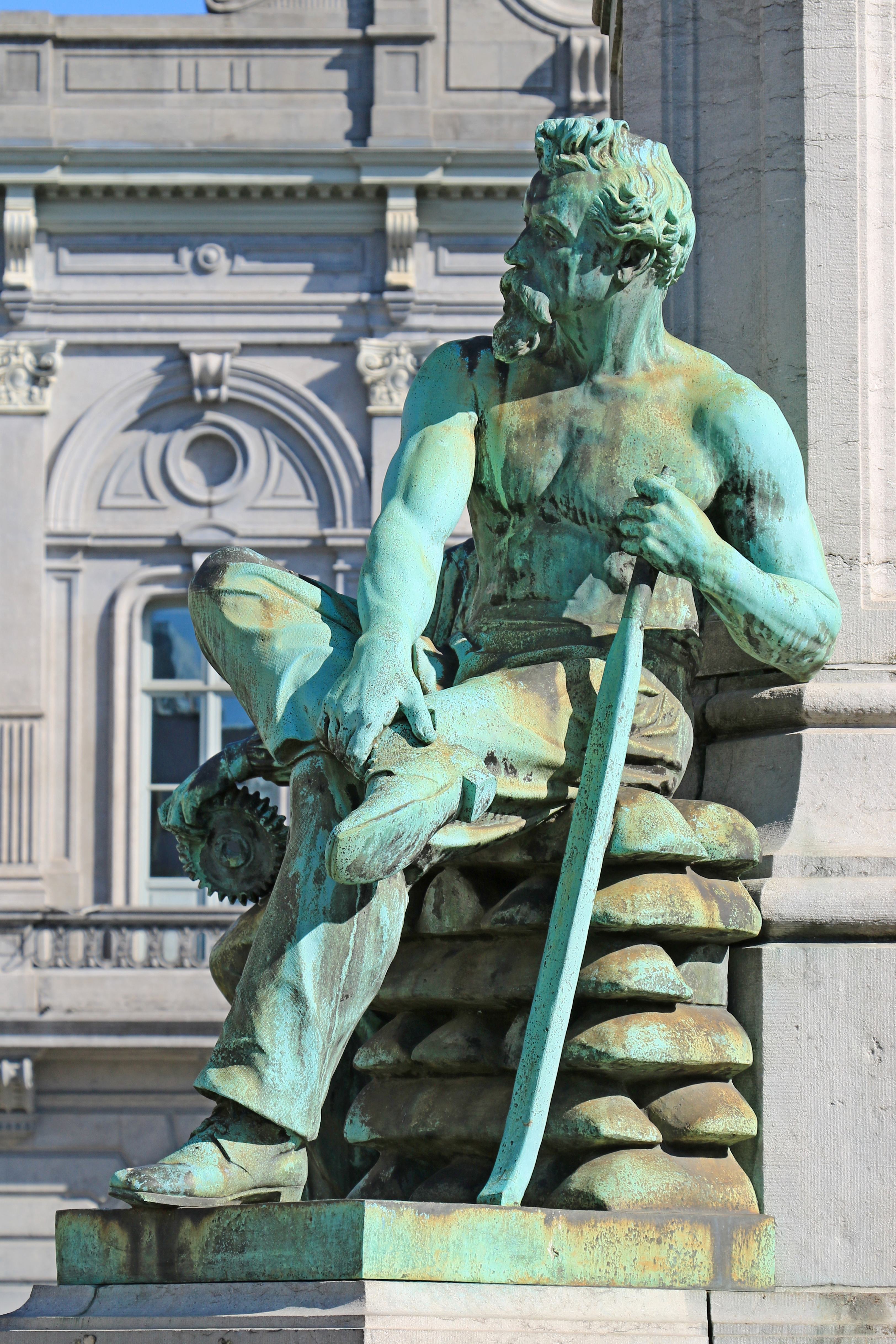
Le puddleur Lejeune.

## Accessibilité
| ___ | Ce site est desservi par la station de métro : Trône. |